# Ödkührieth
Ödkührieth ist ein Ortsteil des bayerischen Marktes Waidhaus im Landkreis Neustadt an der Waldnaab im Regierungsbezirk Oberpfalz.

## Geographische Lage
Ödkührieth liegt etwa 1,5 Kilometer westlich von Waidhaus und einen Kilometer nördlich der Autobahn A6. Ödkührieth liegt auf dem Westufer des Raunetbaches. Der Raunetbach entspringt nordwestlich von Reinhardsrieth und mündet südlich der Hörlmühle in die Pfreimd.

## Name
Die Endung -rieth des Ortsnamens Ödkührieth deutet auf eine frühe Entstehung des Ortes schon vor dem 13. Jahrhundert hin. Die Orte mit den auf -reuth, -rieth, -ried, -richt (frühere Schreibweisen: -riut, -rivt, -rewt, abgeleitet von „roden“, „Rodung“) endenden Ortsnamen entstanden im Zusammenhang mit der ersten Besiedelung des Gebietes durch Rodung des dichten Waldes. Orte mit solchen Namen kommen sehr häufig im Bereich der Flüsse Pfreimd und Luhe und der angrenzenden Bäche vor. Diese waren Ausgangspunkt für die Besiedelung der Region.
Einige der durch Rodung entstandenen Ortschaften gingen später wieder ein, sie wurden wüst oder öde. Die Namen dieser wüstgefallenen Orte wurden dann weiterhin als Flurname verwendet. Wenn diese Orte dann nach Jahren oder Jahrzehnten wieder neu besiedelt wurden, erhielten sie ihren alten Namen aber es wurde die Silbe Öd- vorangestellt. Auf diese Weise wurde aus ursprünglich Kührieth (ursprüngliche Schreibweise: Churiut), welches wüst gefallen war, später bei der Wiederbesiedelung Ödkührieth.

## Geschichte
Die Gründung von Ödkührieth, damals unter dem Namen Churiut, geht auf die erste Rodungswelle bei der Besiedelung der Region zurück. Nach einer ersten Besiedelung ging der Ort jedoch wieder ein und fiel öde. In den Herzogsurbaren aus den Jahren 1285 und 1326 wird Ödkührieth bereits als öde bezeichnet. Es wird in diesen Verzeichnissen als zu Waidhaus gehörig aufgeführt. Waidhaus war Mitte des 12. Jahrhunderts Sitz eines diepoldingischen Ministerialen. Beim Verkauf von Waidhaus ging auch Ödkührieth aus dem Besitz der Diepoldinger an die Ortenburger über. 1272 verkauften die Ortenburger Waidhaus und dadurch gelangte Ödkührieth in den Besitz des bayerischen Herzogs.
Im 18. Jahrhundert hatte Ödkührieth vier Anwesen, drei Sölden und eine Mühle. Es gehörte zur Gemeinde Waidhaus, zum Landkreis Vohenstrauß. Die erwähnte Mühle von Ödkührieth war die Kühmühle, die heute (2015) Ortsteil von Waidhaus ist. Nur hier erschien Kühmühle zusammen mit Ödkührieth, sonst wurde Kühmühle gesondert behandelt und teilte nicht das Schicksal von Ödkührieth. So gehörte Ödkührieth zum Steuerdistrikt Lohma, zur Gemeinde Spielhof und zur Expositur Burkhardsrieth, während Kühmühle politisch und kirchlich zu Waidhaus gehörte.
Ödkührieth lag nach einem Verzeichnis von 1770 auf dem Territorium des Pflegamtes Pleystein und unter dessen Hochgerichtsbarkeit.
1808 wurden Steuerdistrikte gebildet. Ödkührieth gehörte zum Steuerdistrikt Lohma der außer Lohma selbst noch die Dörfer Spielhof und Zengerhof und die Einöden Hörlmühle, Marxmühle, Ödkührieth, Papiermühle und Trutzhof (auch: Trutzhofmühle) enthielt. Der Steuerdistrikt Lohma gehörte zum Landgericht Vohenstrauß.
Aus den Steuerdistrikten entstanden Märkte, Ruralgemeinden und Dorfgemeinden. 1821 gehörte der Weiler Ödkührieth mit vier Familien zur Dorfgemeinde Spielhof. Zur Dorfgemeinde Spielhof gehörten das Dorf Spielhof selbst mit 25 Familien, die Weiler Ödkührieth mit vier Familien und Zengerhof mit sechs Familien und die Einöden Marxmühle mit zwei Familien, Papiermühle mit zwei Familien und Finstermühle mit einer Familie.
Spielhof war 1821 bis 1830 eine eigenständige Gemeinde. 1830 wurde Spielhof mit ihren Gemeindeteilen Marxmühle, Ödkührieth, Papiermühle, Zengerhof und Finstermühle in die Gemeinde Lohma eingemeindet.
1864 hatte Ödkührieth 7 Gebäude und 45 Einwohner. Es gehörte zur Gemeinde Lohma. Die Gemeinde Lohma bestand zu dieser Zeit aus den Orten Lohma, Finstermühle, Marxmühle, Ödkührieth, Papiermühle, Premmühle, Schönschleif, Spielhof und Zengerhof.
1939 wurden Marxmühle, Ödkührieth und Papiermühle aus der Gemeinde Lohma ausgegliedert und in die Gemeinde Waidhaus eingemeindet.

## Religion
- 1838 hatte Ödkührieth zwei Häuser und 17 Katholiken. Es war zu 100 % katholisch.[4]
- Bis 1862 gehörten Marxmühle, Ödkührieth und Papiermühle zur Expositur Burkhardsrieth der Pfarrei Pleystein.
- 1862 wurden diese drei Ortschaften gemeinsam in die Pfarrei Waidhaus umgepfarrt.[5]
- 1913 hatte Ödkührieth fünf Häuser und 32 Katholiken. Auf dem Gebiet der Pfarrei Waidhaus wohnten zu dieser Zeit 1653 Katholiken, 8 Protestanten und 16 Juden.[6]
- 1990 lebten in Ödkührieth 13 Katholiken. Die Einwohner der Pfarrei Waidhaus waren zu dieser Zeit zu 95,39 % katholisch.[5]
- Ödkührieth gehört zur Pfarrei St. Emmeram Waidhaus, zum Dekanat Leuchtenberg.[5]